# Хоманец, Владимир Анатольевич
Владимир Анатольевич Хоманец (укр. Володимир Анатолійович Хоманець; род. 30 июня 1973, Хмельницкий) — украинский дипломат. Чрезвычайный и Полномочный Посол Украины в Тунисе (с 2020).

## Биография
Родился 30 июня 1973 года в городе Хмельницкий. В 1995 году окончил Львовский торгово-экономический институт. Кандидат экономических наук. Владеет языками: английским, французским.
В 1990—1996 годах — экономист финансового управления Хмельницкого облпотребсоюза.
В 1996—1997 годах — атташе отдела мировых и европейских организаций Управления международного экономического и научно-технического сотрудничества МИД Украины.
В 1997—2000 годах — атташе, третий, второй секретарь отдела двустороннего и регионального экономического сотрудничества Управления международного экономического и научно-технического сотрудничества МИД Украины.
В 2000—2004 годах — второй секретарь по экономическим вопросам Посольства Украины в Ливанской Республике.
В 2004—2006 годах — первый секретарь сектора по обеспечению работы заместителя министра иностранных дел Украины.
В 2006—2010 годах — первый секретарь Посольства Украины в Соединённых Штатах.
В 2010—2012 годах — начальник отдела экономических и гуманитарных аспектов безопасности Департамента политики и безопасности МИД Украины.
В 2012—2016 годах — советник-посланник отдела по экономическим вопросам Посольства Украины в Великобритании.
В 2016—2019 годах — заместитель начальника управления — начальник отдела международных финансовых институтов управления экономического сотрудничества МИД Украины.
В 2019—2020 годах — начальник Управления экономического сотрудничества, директор Департамента экономической дипломатии МИД Украины.
С 22 сентября 2020 года — Чрезвычайный и Полномочный Посол Украины в Тунисской Республике.
С 15 ноября 2021 года — Чрезвычайный и Полномочный Посол Украины в Государстве Ливия по совместительству.

## Личная жизнь
Женат, имеет троих детей.

## Дипломатический ранг
- Чрезвычайный и Полномочный Посланник второго класса[3]

## Автор работ
- Макроэкономические аспекты участия Украины в Организации черноморского экономического сотрудничества [Текст]: дис… канд. экон. наук: 08.05.01 / Хоманец Владимир Анатольевич ; Украинская академия внешней торговли. — К., 2006. — 211, [46]арк.: карт., табл. — арк. 195—211[10]